# Krikor Mekhitarian
Krikor Sevag Mekhitarian (* 15. November 1986 in São Paulo) ist ein brasilianischer Schachspieler.
Mekhitarian stammt von armenischen Eltern ab. Seine Mutter wurde in Brasilien geboren, sein Vater im Libanon. Mekhitarian besuchte in seiner Geburtsstadt São Paulo eine armenische Schule. Schach lernte er als 7-jähriger von seinem Vater. 
Die brasilianische Meisterschaft konnte er zweimal gewinnen: 2012 und 2015. Er spielte für Brasilien bei vier Schacholympiaden: 2010 bis 2014 und 2018.
Beim Schach-Weltpokal 2019 in Chanty-Mansijsk scheiterte er in der ersten Runde an Dmitri Andreikin.
Im Jahre 2006 wurde ihm der Titel Internationaler Meister (IM) verliehen. Der Großmeister-Titel (GM) wurde ihm 2010 verliehen.
| Hier fehlt eine Grafik, die leider im Moment aus technischen Gründen nicht angezeigt werden kann. Wir arbeiten daran! |